# Das Vollplaybacktheater
Das Vollplaybacktheater (VPT) stellt in einer Art Comedy-Show den Ton von Hörspielkassetten lippensynchron als Theaterstück nach, ohne dass die Darsteller selbst ein Wort sprechen. Dabei werden Zitate aus anderen Hörspielen sowie aus Film, Funk und Fernsehen in die Tonvorlage hinein- oder auch komplett verschiedene Hörspiele zu einer neuen Geschichte zusammengeschnitten. 2012 gab das Theater bekannt, auf bundesweite Abschiedstournee zu gehen. 2013 gab es eine zweite Abschiedstournee, danach löste sich die Gruppe kurzzeitig auf.
Im Frühjahr 2014 wurde eine Comebacktour für Ende 2014 und Anfang 2015 angekündigt. Unter dem Titel Na gut, aber nur mit Knarren! wurde eine Adaption des Films Pulp Fiction auf die Bühne gebracht. Damit nutzte das Vollplaybacktheater erstmals kein Hörspiel, sondern die Audiospur eines Films als Vorlage für eine Bühnenshow.
Als Tonvorlage dienten bislang meist Folgen der populären Hörspielserie Die drei ???.
Doch auch TKKG, Hanni und Nanni, Flash Gordon, Edgar Wallace, John Sinclair und Sherlock Holmes wurden von der Theatergruppe auf die Bühne gebracht.

## Geschichte
Gegründet wurde das Theater 1997 in Wuppertal. Im Rahmen des 2. Wuppertaler Theatersommers präsentierte das Ensemble, das sich aus Aktiven der freien Wuppertaler Kulturszene zusammenfand, die erste Produktion Die drei ??? und das Geheimnis der Särge.
Nach diversen Auftritten in Wuppertal und Umgebung ging das Vollplaybacktheater mit seiner zweiten Produktion Die drei ??? und der Super-Papagei im Mai 1999 erstmals auf bundesweite Tournee. Nach einer weiteren Die drei ???-Show inszenierte das Vollplaybacktheater im Jahre 2000 mit Das Leichenhaus der Lady L. erstmals die Bühnenfassung eines John Sinclair-Hörspiels.
Die Show zu Die drei ??? – Toteninsel, der 100. Folge der Serie Die drei ???, entstand in Kooperation mit dem Hörspiellabel Europa, die Tournee startete zeitgleich mit der Veröffentlichung des Hörspiels. Die folgenden zwei Inszenierungen hatten die Internatszwillinge Hanni und Nanni als Protagonistinnen. 2002 wurde die Show John Sinclair meets Hanni und Nanni – Das Treffen der Giganten unter anderem zur Eröffnung der zwölften Ruhrfestspiele in Recklinghausen gezeigt.
Auftritte auf dem Bochum Total, Rheinkultur-Nightshift und dem Fusion Festival, die einen Schwerpunkt auf Rock-, Pop- oder Elektromusik legen, sowie eine Tournee mit Silvia Superstar, der Sängerin der spanischen Punkband Killer Barbies, steigerte die Popularität des Theaters und festigte den Status als eigenständiges Projekt im popkulturellen Underground.
Trotz überregional großen Erfolgs immer wieder ausverkauften Vorstellungen kündigte das Vollplaybacktheater 2012 an, ab September des Jahres auf Abschiedstournee zu gehen. Gebucht waren dabei knapp 50 bundesweite Auftritte. Als Abschlussveranstaltung gab es im Mai 2013 eine Vorstellung von Die drei ??? und der Super-Papagei auf dem Dach eines Parkhauses in Hamburg. Dieser Auftritt wurde live im Internet übertragen.
Für 2014/2015 war eine Comebackshow des Vollplaybacktheaters angekündigt. Nach einigen Auftritten wurden alle Termine ab Ende Januar 2015 aufgrund finanzieller Schwierigkeiten der Tourneeagentur abgesagt.
Am 15. September 2015 kündigte das Vollplaybacktheater, mit Verweis auf die abgebrochene Comeback-Tour, eine als Come-come-back-back-Tour bezeichnete neue Bühnenshow an. Seit Dezember desselben Jahres war diese Produktion unterwegs, weitere Tourneen schlossen sich an.
Im Dezember 2017 startete die 20 Jahre Jubiläumsshow-Tournee mit über 60 Auftritten in ganz Deutschland bis Mai 2018.
Bisherige Shows
- 1997: Das Geheimnis der Särge
- 1998: Der Super-Papagei
- 1999: Die rätselhaften Bilder
- 2000: Das Leichenhaus der Lady L.

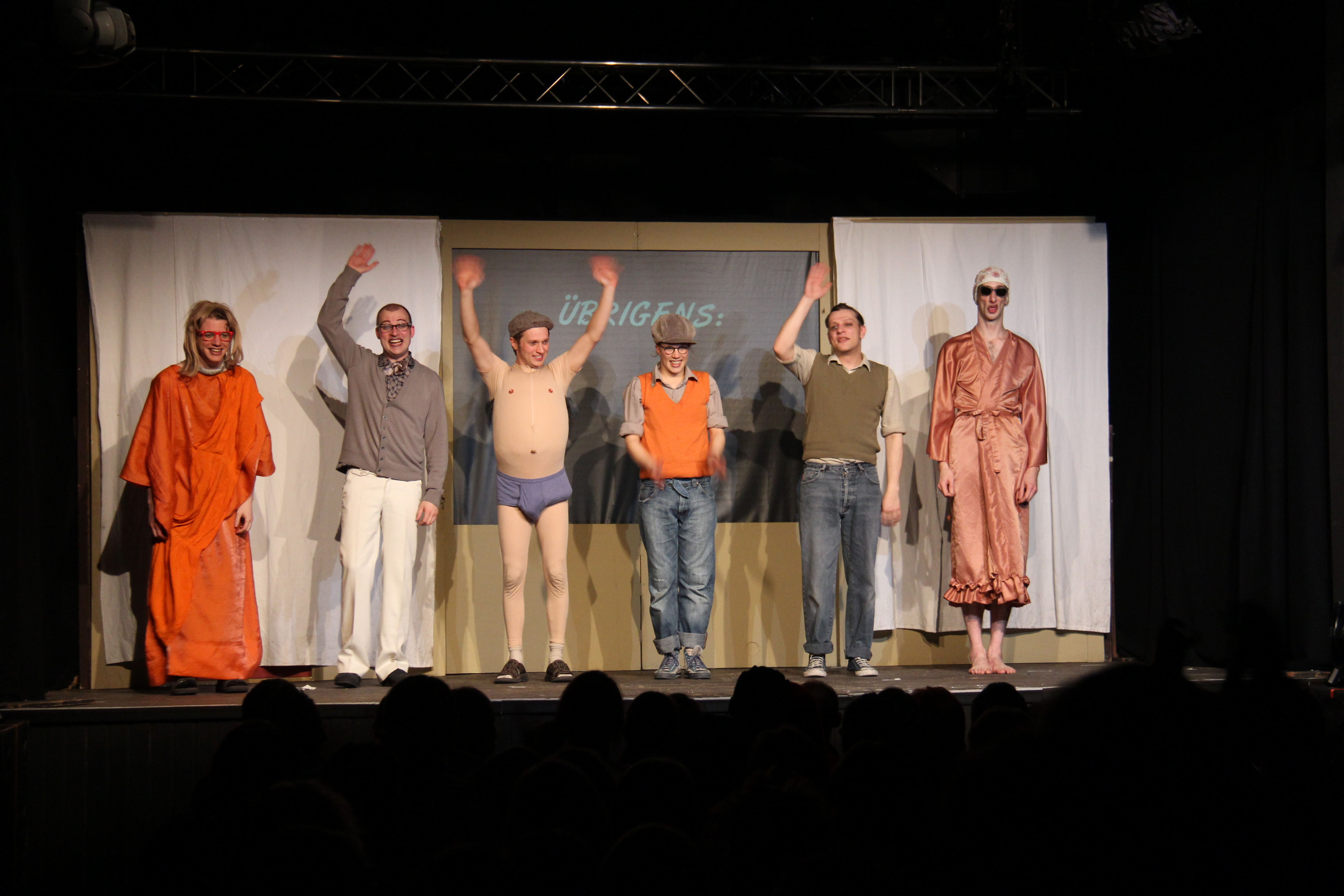
Vollplaybacktheater-Ensemble nach der Aufführung seines Stücks „Die drei ??? und der Karpatenhund“ im Kulturzentrum Kreuz in Fulda

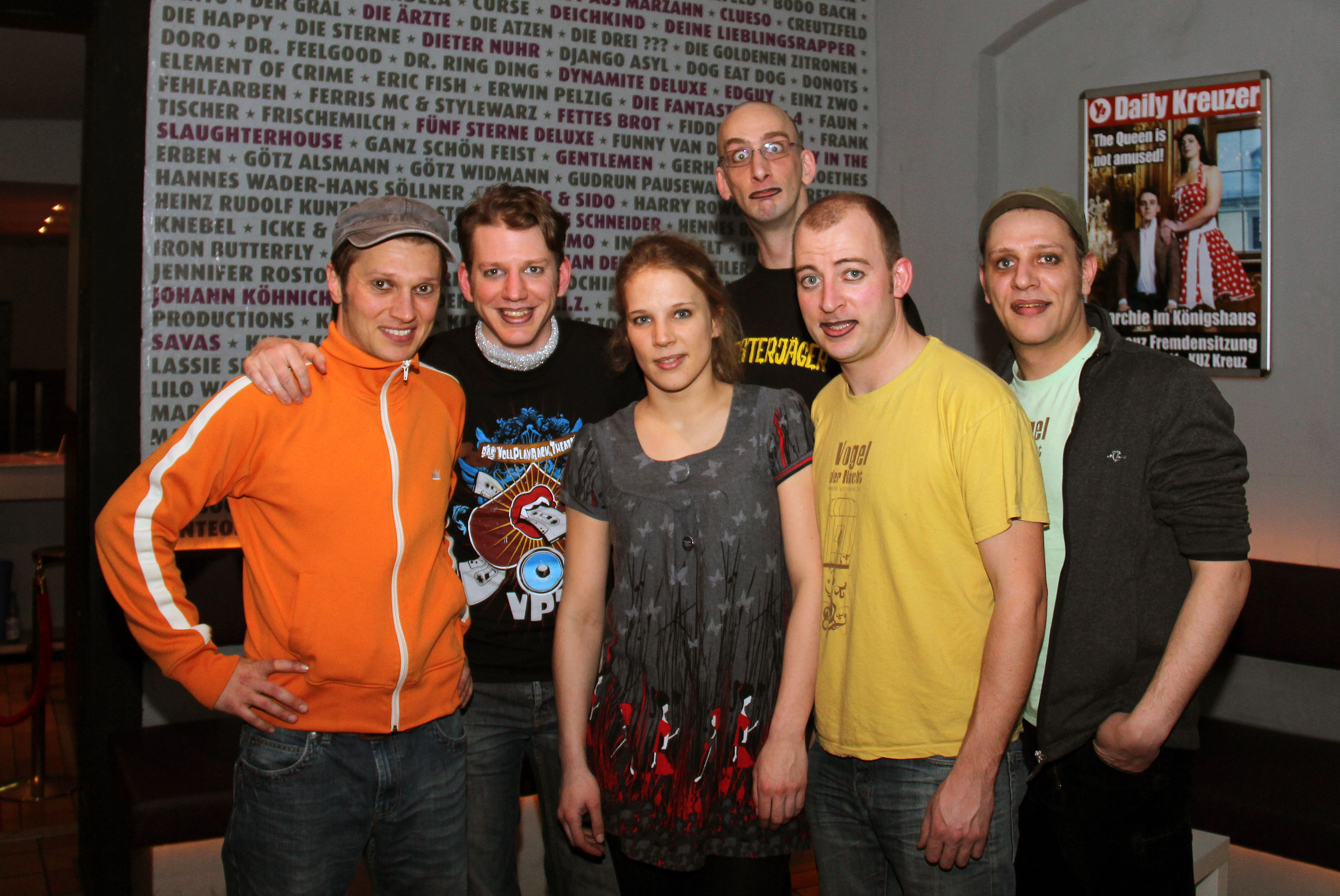
Vollplaybacktheater-Ensemble nach der Aufführung seines Stücks „Die drei ??? und der Karpatenhund“ im Kulturzentrum Kreuz in Fulda

- 2001: Die drei ??? 100ste Folge: die Toteninsel
- 2002: John Sinclair meets Hanni und Nanni
- 2002: Hanni und Nanni go Space
- 2003: Banditen, Bars und Butterbrote
- 2004: Die drei ??? und die singende Schlange
- 2005: Die drei ??? und das Gespensterschloss
- 2006: Die drei ??? und der Teufelsberg
- 2007: Die drei ??? und der Super-Papagei
- 2008: John Sinclair – Das Horror-Schloß im Spessart
- 2008: Die drei ??? und die bedrohte Ranch
- 2010: TKKG – Das Paket mit dem Totenkopf
- 2010: Die drei ??? und der Karpatenhund
- 2011: Die drei ??? und die schwarze Katze
- 2012: Niemals geht man so ganz – Abschiedstournee mit Die drei ??? und der Super-Papagei
- 2013: Hinterm Horizont … – Abschiedstournee Teil II mit John Sinclair – Das Horror-Schloss im Spessart
- 2014: Pulp Fiction – Na gut, aber nur mit Knarren!
- 2015: Die drei ??? und der Phantomsee
- 2017: Die drei ??? und der grüne Geist
- 2017: 20 Jahre VPT – Schloss mit lustig-Tour: Die drei ??? und das Gespensterschloss
- 2019: Sherlock Holmes und die Liga der außergewöhnlichen Detektive
- 2020: Helden der Galaxis
- 2023: Die drei ??? und der heimliche Hehler
- 2024: JOHN - Das VPT interpretiert John Sinclair
- 2025: Die drei ??? und der Fluch des Rubins

## Hörspiele
Das Vollplaybacktheater veröffentlichte auch eigene Hörspiele. Dabei handelt es sich um Vorgeschichten zu den ausgewählten Hörspielen für ihre Bühnenshows.
Diskographie
- Terrill Castle (2005)
- El Diablo und die Rache am Teufelsberg (2006)
- Blackbeard und das dunkle Geheimnis (2007)

## Auszeichnungen
- 1997 Bergischer Kabarett- und Satirepreis für die Show „Die drei ??? und das Geheimnis der Särge“
- 2006 Hörspiel-Award in Silber (Publikum) für das Hörspiel „El Diablo und die Rache am Teufelsberg“
- 2007 Hörspiel-Award in Gold (Kritiker) und Bronze (Publikum) für die Jubiläumstour
- 2009 Hörspieler des Jahres 2009

Nominierungen
- 2007 Live Entertainment Award (LEA) nominiert in der Kategorie ‚Show des Jahres‘